# Drosophila molokaiensis
Drosophila molokaiensis är en tvåvingeart som beskrevs av Grimshaw 1901. Drosophila molokaiensis ingår i släktet Drosophila och familjen daggflugor.
Artens utbredningsområde är Hawaii.